# Rumba i Engelska parken
"Rumba i Engelska parken" är en sång av Owe Thörnqvist. Singeln utkom i december 1955.
Sångens handling utspelar sig i Engelska parken i Uppsala.

### Fotnoter
1. ↑  ”Rumba i Engelska parken”. Svensk mediedatabas. 1 december 1955. https://smdb.kb.se/catalog/id/001526661. Läst 21 augusti 2010.
2. ↑  ”Rumba i Engelska parken”. Svensk mediedatabas. 1 december 1955. https://smdb.kb.se/catalog/id/000083992. Läst 30 maj 2018.
3. ↑  ”Carolinaparken/Engelska parken - Linnés Uppsala”. Linnés Uppsala. https://linneuppsala.se/plats/carolinaparken/. Läst 2 juni 2018.